# Поульсен, Кристиан (футболист)
Кристиан Поульсен (дат. Christian Poulsen; род. 28 февраля 1980[…], Аснес, Западная Зеландия) — датский футболист, полузащитник, тренер. Участник двух чемпионатов мира и двух чемпионатов Европы.

## Карьера
Будучи игроком «Шальке 04», Кристиан Поульсен вместе с партнерами по команде Нильсом Ауде Кампхёйсом и Эббе Сандом был приглашён на матч сборной звёзд Бундеслиги против сборной Германии 16 декабря 2002 года, в ходе которого провёл на поле первый тайм.
Летом 2008 капитан сборной Дании года был куплен «Ювентусом» у испанской «Севильи» за 9,75 млн евро. В отсутствие травмированного Кристиано Дзанетти, Поульсен стал основным центральным полузащитником «Ювентуса».
12 августа 2010 года было объявлено о переходе Кристиана Поульсена в «Ливерпуль». Сумма трансфера составила 5,475 миллиона евро.
С этим переходом Поульсен стал вторым футболистом после Флорина Рэдучою, выступавшим в клубах пяти ведущих европейских чемпионатов (согласно рейтингу УЕФА) — Англии, Испании, Италии, Германии и Франции.
31 августа 2011 года новичок французской Лиги 1 клуб «Эвиан» объявил, что заключил с датским полузащитником контракт.
22 августа 2012 года амстердамский «Аякс» объявил о договорённости по переходу Поульсена в стан красно-белых. На следующий день Кристиан подписал с клубом двухлетний контракт.

### Международная
За сборную Дании провёл 92 матча, забил 6 мячей. В августе 2012 года Кристиан объявил о решении прекратить выступления за сборную.

## Статистика

### Матчи Поульсена за сборную Дании
| Матчи Поульсена за сборную Дании | Матчи Поульсена за сборную Дании | Матчи Поульсена за сборную Дании | Матчи Поульсена за сборную Дании | Матчи Поульсена за сборную Дании | Матчи Поульсена за сборную Дании |
| -------------------------------- | -------------------------------- | -------------------------------- | -------------------------------- | -------------------------------- | -------------------------------- |
| №                                | Дата                             | Соперник                         | Счёт                             | Голы Поульсена                   | Соревнование                     |
| 1                                | 10 ноября 2001                   | Нидерланды                       | 1:1                              | —                                | Товарищеский матч                |
| 2                                | 27 марта 2002                    | Ирландия                         | 0:3                              | —                                | Товарищеский матч                |
| 3                                | 17 апреля 2002                   | Израиль                          | 3:1                              | —                                | Товарищеский матч                |
| 4                                | 26 мая 2002                      | Тунис                            | 2:1                              | —                                | Товарищеский матч                |
| 5                                | 1 июня 2002                      | Уругвай                          | 2:1                              | —                                | Чемпионат мира 2002              |
| 6                                | 6 июня 2002                      | Сенегал                          | 1:1                              | —                                | Чемпионат мира 2002              |
| 7                                | 11 июня 2002                     | Франция                          | 2:0                              | —                                | Чемпионат мира 2002              |
| 8                                | 21 августа 2002                  | Шотландия                        | 1:0                              | —                                | Товарищеский матч                |
| 9                                | 7 сентября 2002                  | Норвегия                         | 2:2                              | —                                | Чемпионат Европы 2004 (отбор)    |
| 10                               | 12 октября 2002                  | Люксембург                       | 2:0                              | —                                | Чемпионат Европы 2004 (отбор)    |
| 11                               | 20 ноября 2002                   | Польша                           | 2:0                              | —                                | Товарищеский матч                |
| 12                               | 12 февраля 2003                  | Египет                           | 4:1                              | —                                | Товарищеский матч                |
| 13                               | 29 марта 2003                    | Румыния                          | 5:2                              | —                                | Чемпионат Европы 2004 (отбор)    |
| 14                               | 20 августа 2003                  | Финляндия                        | 1:1                              | —                                | Товарищеский матч                |
| 15                               | 10 сентября 2003                 | Румыния                          | 2:2                              | —                                | Чемпионат Европы 2004 (отбор)    |
| 16                               | 11 октября 2003                  | Босния и Герцеговина             | 1:1                              | —                                | Чемпионат Европы 2004 (отбор)    |
| 17                               | 30 мая 2004                      | Эстония                          | 2:2                              | —                                | Товарищеский матч                |
| 18                               | 5 июня 2004                      | Хорватия                         | 1:2                              | —                                | Товарищеский матч                |
| 19                               | 14 июня 2004                     | Италия                           | 0:0                              | —                                | Чемпионат Европы 2004            |
| 20                               | 22 июня 2004                     | Швеция                           | 2:2                              | —                                | Чемпионат Европы 2004            |
| 21                               | 27 июня 2004                     | Чехия                            | 0:3                              | —                                | Чемпионат Европы 2004            |
| 22                               | 18 августа 2004                  | Польша                           | 5:1                              | —                                | Товарищеский матч                |
| 23                               | 4 сентября 2004                  | Украина                          | 1:1                              | —                                | Чемпионат мира 2006 (отбор)      |
| 24                               | 9 октября 2004                   | Албания                          | 2:0                              | —                                | Чемпионат мира 2006 (отбор)      |
| 25                               | 13 октября 2004                  | Турция                           | 1:1                              | —                                | Чемпионат мира 2006 (отбор)      |
| 26                               | 17 ноября 2004                   | Грузия                           | 2:2                              | —                                | Чемпионат мира 2006 (отбор)      |
| 27                               | 9 февраля 2005                   | Греция                           | 1:2                              | —                                | Чемпионат мира 2006 (отбор)      |
| 28                               | 26 марта 2005                    | Казахстан                        | 3:0                              | 1                                | Чемпионат мира 2006 (отбор)      |
| 29                               | 30 марта 2005                    | Украина                          | 0:1                              | —                                | Чемпионат мира 2006 (отбор)      |
| 30                               | 2 июня 2005                      | Финляндия                        | 1:0                              | —                                | Товарищеский матч                |
| 31                               | 8 июня 2005                      | Албания                          | 3:1                              | —                                | Чемпионат мира 2006 (отбор)      |
| 32                               | 17 августа 2005                  | Англия                           | 4:1                              | —                                | Товарищеский матч                |
| 33                               | 3 сентября 2005                  | Турция                           | 2:2                              | —                                | Чемпионат мира 2006 (отбор)      |
| 34                               | 7 сентября 2005                  | Грузия                           | 6:1                              | 1                                | Чемпионат мира 2006 (отбор)      |
| 35                               | 8 октября 2005                   | Греция                           | 1:0                              | —                                | Чемпионат мира 2006 (отбор)      |
| 36                               | 12 октября 2005                  | Казахстан                        | 2:1                              | —                                | Чемпионат мира 2006 (отбор)      |
| 37                               | 1 марта 2006                     | Израиль                          | 2:0                              | —                                | Товарищеский матч                |
| 38                               | 27 мая 2006                      | Парагвай                         | 1:1                              | —                                | Товарищеский матч                |
| 39                               | 31 мая 2006                      | Франция                          | 0:2                              | —                                | Товарищеский матч                |
| 40                               | 1 сентября 2006                  | Португалия                       | 4:2                              | —                                | Товарищеский матч                |
| 41                               | 6 сентября 2006                  | Исландия                         | 2:0                              | —                                | Чемпионат Европы 2008 (отбор)    |
| 42                               | 7 октября 2006                   | Северная Ирландия                | 0:0                              | —                                | Чемпионат Европы 2008 (отбор)    |
| 43                               | 11 октября 2006                  | Лихтенштейн                      | 4:0                              | —                                | Чемпионат Европы 2008 (отбор)    |
| 44                               | 15 ноября 2006                   | Чехия                            | 1:1                              | —                                | Товарищеский матч                |
| 45                               | 6 февраля 2007                   | Австралия                        | 3:1                              | —                                | Товарищеский матч                |
| 46                               | 24 марта 2007                    | Испания                          | 1:2                              | —                                | Чемпионат Европы 2008 (отбор)    |
| 47                               | 28 марта 2007                    | Германия                         | 1:0                              | —                                | Товарищеский матч                |
| 48                               | 2 июня 2007                      | Швеция                           | 0:3                              | —                                | Чемпионат Европы 2008 (отбор)    |
| 49                               | 13 октября 2007                  | Испания                          | 1:3                              | —                                | Чемпионат Европы 2008 (отбор)    |
| 50                               | 17 октября 2007                  | Латвия                           | 3:1                              | —                                | Чемпионат Европы 2008 (отбор)    |
| 51                               | 17 ноября 2007                   | Северная Ирландия                | 1:2                              | —                                | Чемпионат Европы 2008 (отбор)    |
| 52                               | 21 ноября 2007                   | Исландия                         | 3:0                              | —                                | Чемпионат Европы 2008 (отбор)    |
| 53                               | 6 февраля 2008                   | Словения                         | 2:1                              | —                                | Товарищеский матч                |
| 54                               | 26 марта 2008                    | Чехия                            | 1:1                              | —                                | Товарищеский матч                |
| 55                               | 29 мая 2008                      | Нидерланды                       | 1:1                              | 1                                | Товарищеский матч                |
| 56                               | 1 июня 2008                      | Польша                           | 1:1                              | —                                | Товарищеский матч                |
| 57                               | 20 августа 2008                  | Испания                          | 0:3                              | —                                | Товарищеский матч                |
| 58                               | 6 сентября 2008                  | Венгрия                          | 0:0                              | —                                | Чемпионат мира 2010 (отбор)      |
| 59                               | 10 сентября 2008                 | Португалия                       | 3:2                              | 1                                | Чемпионат мира 2010 (отбор)      |
| 60                               | 11 октября 2008                  | Мальта                           | 3:0                              | —                                | Чемпионат мира 2010 (отбор)      |
| 61                               | 11 февраля 2009                  | Греция                           | 1:1                              | —                                | Товарищеский матч                |
| 62                               | 28 марта 2009                    | Мальта                           | 3:0                              | —                                | Чемпионат мира 2010 (отбор)      |
| 63                               | 1 апреля 2009                    | Албания                          | 3:0                              | 1                                | Чемпионат мира 2010 (отбор)      |
| 64                               | 6 июня 2009                      | Швеция                           | 1:0                              | —                                | Чемпионат мира 2010 (отбор)      |
| 65                               | 12 августа 2009                  | Чили                             | 1:2                              | —                                | Товарищеский матч                |
| 66                               | 5 сентября 2009                  | Португалия                       | 1:1                              | —                                | Чемпионат мира 2010 (отбор)      |
| 67                               | 9 сентября 2009                  | Албания                          | 1:1                              | —                                | Чемпионат мира 2010 (отбор)      |
| 68                               | 10 октября 2009                  | Швеция                           | 1:0                              | —                                | Чемпионат мира 2010 (отбор)      |
| 69                               | 14 октября 2009                  | Венгрия                          | 0:1                              | —                                | Чемпионат мира 2010 (отбор)      |
| 70                               | 14 ноября 2009                   | Республика Корея                 | 0:0                              | —                                | Товарищеский матч                |
| 71                               | 18 ноября 2009                   | США                              | 3:1                              | —                                | Товарищеский матч                |
| 72                               | 27 мая 2010                      | Сенегал                          | 2:0                              | 1                                | Товарищеский матч                |
| 73                               | 1 июня 2010                      | Австралия                        | 0:1                              | —                                | Товарищеский матч                |
| 74                               | 5 июня 2010                      | ЮАР                              | 0:1                              | —                                | Товарищеский матч                |
| 75                               | 14 июня 2010                     | Нидерланды                       | 0:2                              | —                                | Чемпионат мира 2010              |
| 76                               | 19 июня 2010                     | Камерун                          | 2:1                              | —                                | Чемпионат мира 2010              |
| 77                               | 24 июня 2010                     | Япония                           | 1:3                              | —                                | Чемпионат мира 2010              |
| 78                               | 7 сентября 2010                  | Исландия                         | 1:0                              | —                                | Чемпионат Европы 2012 (отбор)    |
| 79                               | 8 октября 2010                   | Португалия                       | 1:3                              | —                                | Чемпионат Европы 2012 (отбор)    |
| 80                               | 12 октября 2010                  | Кипр                             | 2:0                              | —                                | Чемпионат Европы 2012 (отбор)    |
| 81                               | 17 ноября 2010                   | Чехия                            | 0:0                              | —                                | Товарищеский матч                |
| 82                               | 9 февраля 2011                   | Англия                           | 1:2                              | —                                | Товарищеский матч                |
| 83                               | 26 марта 2011                    | Норвегия                         | 1:1                              | —                                | Чемпионат Европы 2012 (отбор)    |
| 84                               | 4 июня 2011                      | Исландия                         | 2:0                              | —                                | Чемпионат Европы 2012 (отбор)    |
| 85                               | 10 августа 2011                  | Шотландия                        | 1:2                              | —                                | Товарищеский матч                |
| 86                               | 7 октября 2011                   | Кипр                             | 4:1                              | —                                | Чемпионат Европы 2012 (отбор)    |
| 87                               | 11 октября 2011                  | Португалия                       | 2:1                              | —                                | Чемпионат Европы 2012 (отбор)    |
| 88                               | 11 ноября 2011                   | Швеция                           | 2:0                              | —                                | Товарищеский матч                |
| 89                               | 15 ноября 2011                   | Финляндия                        | 2:1                              | —                                | Товарищеский матч                |
| 90                               | 29 февраля 2012                  | Россия                           | 0:2                              | —                                | Товарищеский матч                |
| 91                               | 26 мая 2012                      | Бразилия                         | 1:3                              | —                                | Товарищеский матч                |
| 92                               | 17 июня 2012                     | Германия                         | 1:2                              | —                                | Чемпионат Европы 2012            |

Итого: 92 матча / 6 голов; 43 победы, 26 ничьих, 23 поражения.

## Достижения

### Командные
«Копенгаген»
- Чемпион Дании: 2000/01

«Шальке 04»
- Обладатель Кубка немецкой лиги: 2005

«Севилья»
- Обладатель Суперкубка УЕФА: 2006
- Обладатель Кубка УЕФА: 2006/07
- Обладатель Кубка Испании: 2006/07
- Обладатель Суперкубка Испании 2007

«Аякс»
- Чемпион Нидерландов: 2012/13, 2013/14
- Обладатель Суперкубка Нидерландов: 2013

### Личные
- Футболист года в Дании: 2005, 2006